# Dorothy Provine
Dorothy Provine est une chanteuse, danseuse et actrice  américaine née le 20 janvier 1935 à  Deadwood et morte le 25 avril 2010 à Bremerton. 

## Biographie
Elle débute au théâtre pendant ses études à l'Université de Washington. Remarquée par des producteurs de cinéma, elle incarne Bonnie Parker en 1958  dans le film The Bonnie Parker Story. Par la suite, elle joue dans plusieurs séries et films comme second rôle.

## Filmographie partielle

### Cinéma
- 1958 : The Bonnie Parker Story de William Witney : Bonnie Parker
- 1959 :  The 30 Foot Bride of Candy Rock : Emmy Lou Rossiter
- 1963 : Un monde fou, fou, fou, fou (It's a Mad Mad Mad Mad World) de Stanley Kramer : Emeline Marcus-Finch
- 1964 :  Prête-moi ton mari (Good Neighbor Sam) de David Swift : Minerva Bissel
- 1965 :  La Grande Course autour du monde (The Great Race) de Blake Edwards : Lily Olay
- 1965 :  L'Espion aux pattes de velours (That Darn Cat !) de Robert Stevenson : Ingrid Randall
- 1966 : Ramdam à Rio (Se tutte le donne del mondo) de Henry Levin et Arduino Maiuri : Susan Fleming
- 1967 : Who's Minding the Mint? : Verna Baxter
- 1968 : Frissons garantis (Never a Dull Moment) : Sally Inwood

### Télévision
- 1957 :  Man Without a Gun, épisode Man Missing
- 1959–1960 : The Alaskans : Rocky Shaw
- 1960–1962 : The Roaring 20's : Pinky Pinkham
- 1973 : Police Story, épisode The Big Walk : Harriett Bonner
- 1976 : Sergent Anderson, épisode The Trick Book